# 名寄北インターチェンジ
名寄北インターチェンジ（なよろきたインターチェンジ）は、北海道名寄市字砺波にある名寄美深道路のインターチェンジ (IC) である。
上川郡下川町への最寄ICとなっている。また、美深方面から走行してきた場合、名寄市中心部への最寄ICにもなっている。

## 歴史
- 1997年（平成9年）11月19日：名寄バイパスとして名寄IC - 名寄北IC間が開通[1]。
- 2013年（平成25年）3月30日：美深道路（美深IC - 美深北IC間）が供用開始し、道路名称を「名寄美深道路」へ変更[2]。

## 周辺
天塩川と名寄川に挟まれた地帯に市街地が形成されている。
- 北海道名寄産業高等学校
- 名寄市立大学
- 名寄消防署
- 名寄市役所
- 名寄警察署
- 名寄新聞本社
- ファッションプラザ山田（山田デパート）
- 西條名寄店
- 名寄市立総合病院
- 北星信用金庫本店
- 名寄駅（JR北海道・宗谷本線）

## 接続する道路
- 直接接続
  - 国道40号

- 間接接続
  - 国道239号

## 隣
E5 名寄美深道路
名寄IC - 名寄北IC - 智恵文南入口